# Paul Loga
Paul Loga (Douala, 1969. augusztus 14. –) kameruni válogatott labdarúgó.

## Pályafutása

### Klubcsapatban
1986 és 1994 között a Prévoyance Yaoundé csapatában játszott.

### A válogatottban
1987 és 1994 között 12 alkalommal szerepelt a kameruni válogatottban és 2 gólt szerzett. Részt vett az 1994-es világbajnokságon, de egyetlen mérkőzésen sem lépett pályára.